# Supraaccelerație
În fizică, supraaccelerația (în limba engleză jerk, în franceză à-coup), (numit uneori și acup) reprezintă viteza cu care crește sau scade accelerația în funcție de timp.
Cu alte cuvinte acesta este derivata de ordin trei a distanței în raport cu timpul.
De asemenea poate fi definită ca derivata de ordin doi a vitezei sau derivata de ordin intâi a accelerației:
{\displaystyle A(t)={da \over dt}={d^{2}v \over dt^{2}}={d^{3}x \over dt^{3}}}
Unitatea de măsură în sistemul internațional este m/s3.